# Creative MuVo
Creative MuVo（原名為Creative NOMAD MuVo）是一系列由創新科技生產的數位音訊播放器，MuVo大部份型號均使用快閃記憶體來儲存資料，只有使用硬碟的MuVo²與MuVo² FM 型號屬於例外。

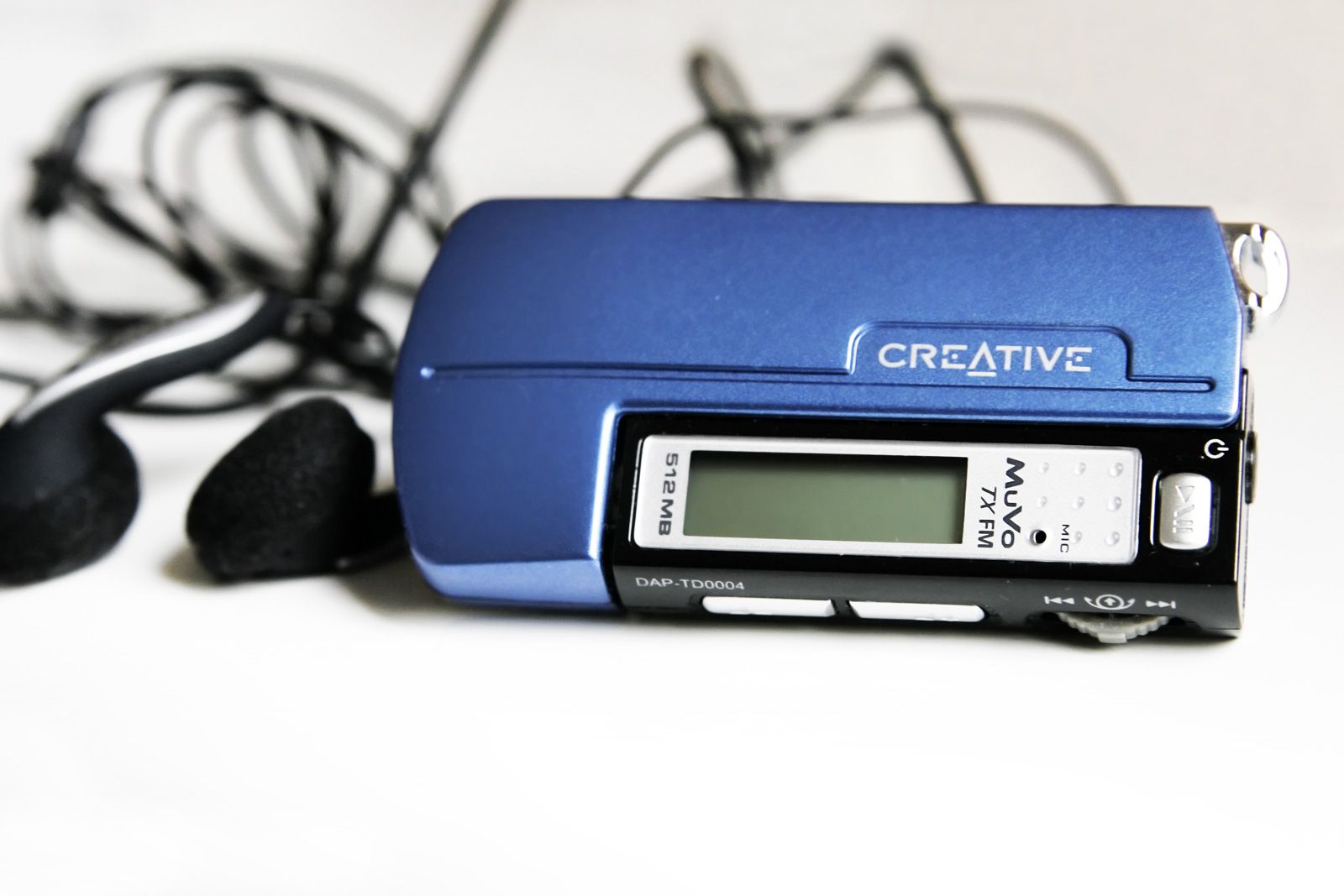
Creative MuVo TX FM 512 MB

某幾款MuVo播放器（如右圖中的MuVo TX）因可分成兩個不同部分的設計而非常獨特，較小的一部份運作為音頻播放器與USB隨身碟，較大的部份用來裝載一顆AAA電池。快閃記憶體部份連接到電腦時會識別為抽取式磁碟，意即大部份當今的電腦都無須安裝驅動程式。
Creative MuVo比其他的MP3播放器產品線都更為大型，至2006年9月為止共發售了14個型號，某幾個型號的MuVo只在特定地點發售。

## 請參閱
- 創新科技
- NOMAD

## 外部連結
- 創新科技 - MuVo 播放器（页面存档备份，存于）